# Makushinsky (huyện)
Huyện Makushinsky (tiếng Nga: ? райо́н) là một huyện hành chính tự quản (raion), của Tỉnh Kurgan, Nga. Huyện có diện tích 3494 km², dân số thời điểm ngày 1 tháng 1 năm 2000 là 25300 người. Trung tâm của huyện đóng ở Makushino.